# Moračabrücke
Die Moračabrücke (auch Moračicabrücke, serbisch Мост Морачица Most Moračica) ist eine Autobahnbrücke in Montenegro, die nach Verzögerungen im Juli 2022 dem Verkehr übergeben wurde.
Sie überspannt die Morača beim Dorf Moračica nördlich von Podgorica und dient dem Ausbau des Autoput Bar–Boljare. Die Moračabrücke wurde von der China Road and Bridge Corporation gebaut. Die Kosten werden mit über 70 Millionen Euro beziffert.
Die von CCCC Highway Consultants entworfene Spannbeton-Hohlkastenbrücke ist insgesamt 960 m lang und 23,4 m breit. Sie überspannt das Flussbett der Morača in 195 m Höhe.
Ihre sechs Öffnungen haben Pfeilerachsabstände von 95 + 170 + 3×190 + 125 m. Der höchste der fünf Stahlbeton-Pfeiler misst 158,5 m. Die Brücke hat einen einheitlichen Fahrbahnträger für beide Richtungsfahrbahnen mit einem zweizelligen, gevouteten Hohlkasten mit trapezförmigem Querschnitt, der mit den Pfeilern monolithisch verbunden ist. Der rechteckige Hohlquerschnitt der Pfeiler ist im oberen Abschnitt aufgeteilt in je zwei Lamellen, die sich an die temperaturbedingten Änderungen der Länge der Brücke anpassen können. Die Brücke wurde im Freivorbau hergestellt. Die Kragarme wurden zu einem Durchlaufträger zusammenbetoniert, so dass die fertige Brücke aus mehreren Rahmen besteht.

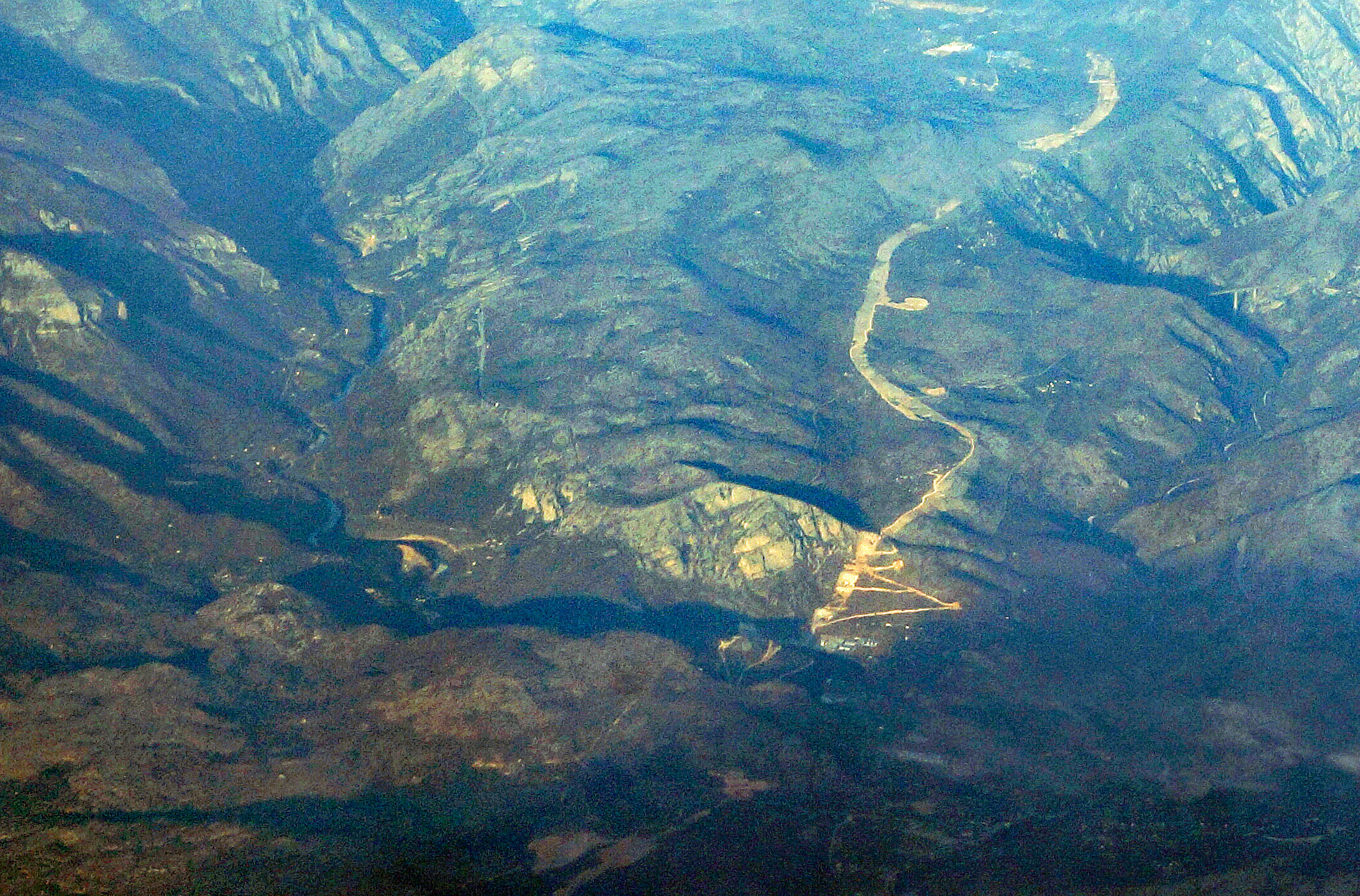
Erste Arbeiten an der neuen Autobahn im Dezember 2016 mit dem Bauplatz der Brücke im Vordergrund

Im Gegensatz zu den bestehenden Verkehrswegen führt die neue Autobahn nicht durch die Schlucht der Morača, sondern auf dem Hochplateau zwischen den Schluchten der Flüsse Morača und Mala Rijeka. Im Teil der Moračaschlucht südlich der Brücke gewinnt die neue Autobahn, durch mehrere Tunnels und über Brücken führend, allmählich an Höhe, um dann über die Brücke zum Hochplateau auf der anderen Talseite zu gelangen. Wenig südwestlich der Brücke schließt sich ein erster, über 800 m langer Tunnel an.